# Russian Roulette (concurso de televisión)
Russian Roulette (en español: Ruleta Russa) fue un programa de concursos que fue creado por Gunnar Wetterburg y presentado por Mark L. Walberg. El programa estrenó en el 3 de junio de 2002, y tuvo su episodio final en el 13 de junio de 2003.

## Formato
El concurso tuvo lugar en un círculo que tenía seis trampillas; cuatro concursantes ocuparon cuatro de las trampillas.

### Primera ronda
Los cuatro concursantes fueron dados $150 para empezar el juego, y las preguntas en este ronda valieron la misma cantidad.
El número de las luces rojas en el círculo indicó el número de las trampillas activadas; cuando este ronda empezó, solo única trampilla que fue activada. Después a una pregunta, una trampilla adicional fue activada; esta regla aumentó las probabilidades de que el concursante sea eliminado después de proporcionar una respuesta incorrecta. Después de la cuarta pregunta de la ronda, hubo siempre cinco trampillas que fueron activadas.
Un concursante fue presentado con una pregunta y debió desafiar una otra concursante para proveer una respuesta a la pregunta, que tuvo tres respuestas posibles. Este concursante tuvo 10 segundos para responder a la pregunta; si la respuesta fue correcta, él/la recibe $150 y la capacidad para desafiar un otro concursante en la próxima pregunta. Sin embargo, si la respuesta fue incorrecta, toda el dinero del concursante fue transferido al desafiante y el concursante debió halar de un mango en la trampilla. Cuando el mango fue halado, hubo una revolución de las zonas de la trampilla; si tuvo una luz roja en la trampilla del concursante después de la revolución, la trampilla abrió y el/la cayó fuera del escenario. De otra manera, si no tuvo una luz roja en la trampilla, la concursante fue salvado y convirtió al desafiante para la próxima pregunta.
La ronda terminó cuando un concursante cayó y fue eliminado. Si no queda mucho tiempo en la ronda, el concursante con la cantidad del dinero más alta aseguró la inmunidad de la revolución y debió halar de un mango al centro del escenario para una revolución final. Si tuvo un empate para la primera posición, el presentador haló el mango central y todas de las concursantes fueron en peligro de eliminación.

### Segunda y tercera rondas
Los tres concursantes restantes jugó la segunda ronda en la misma manera como la primera ronda; las preguntas tuvieron un valor de $200 y tuvieron cuatro respuestas posibles. En la tercera ronda, los dos concursantes restantes jugó en una manera diferente; el concursante que fue presentado la pregunta tuvo la oportunidad para responder a la pregunta o pasar la pregunta a su oponente. El valor de una pregunta en la tercera ronda fue $300 (en la primera temporada) o $250 (en la segunda temporada). Si no queda tiempo en la primera ronda, el concursante con la cantidad más baja fue eliminado. Sin embargo, si tuvo un empate después de la pregunta final en la ronda, el juego fue a la muerte súbita; el concursante que tuvo una luz roja en su trampilla fue eliminado, y el otro concursante avanzó a la ronda final.

### Ronda final
El campeón del juego habitual tuvo 60 segundos para responder a una cantidad variable de preguntas; una trampilla abrió cada 10 segundos. En la primera temporada, el/la necesitó responder a 5 preguntas con acertijos que tuvieron un valor de $500 por cada pregunta. Esos preguntas fue reemplazados por la segunda temporada con 10 preguntas con tres respuestas posibles (que tuvieron un valor de $300). 
Si el campeón tuvo una respuesta incorrecta a una pregunta o se acabó el tiempo, él/la fue eliminado/a por el juego pero recibió dinero para las respuestas correctas. Si el campeón respondió a todas las preguntas de la ronda correctamente, él/la recibió $10.000 y la oportunidad para jugar por $100.000 en una revolución final; si decidió no jugar la revolución final, el dinero fue seguido para el campeón. Antes de la revolución final, todas las trampillas fueron cerrados y las trampillas que abrieron en la ronda fueron activadas una otra vez. Entonces, el campeón haló su mango en la trampilla y la revolución comenzó. Si tuvo una luz roja en la trampilla, toda el dinero de la ronda final fue quitada del campeón; si no tuvo una luz roja, el campeón ganó $100.000.